# Žinčica
Žinčica (slowakisch), auch Žentyca (mundartlich) oder Żętyca bzw. Żęntyca (polnisch) genannt, ist ein Getränk aus gekochter Molke, die als Nebenprodukt bei der Schafskäseherstellung (siehe Brimsen) entsteht, und ist dem Kefir ähnlich. Es wird vor allem in der Slowakei und Polen im Gebiet der Karpaten getrunken und ist mit traditioneller Almwirtschaft verbunden.
Die bei der Käseherstellung übriggebliebene Molke wird noch einmal gekocht. Während des Siedens wird die oberste, dichteste Schicht, urda genannt, abgenommen, die nach Umrühren und Umfüllen zur sog. feinen Žinčica wird. Durch Vermischung frischer und älterer Žinčica entsteht die sog. saure Žinčica. Die Hirten tranken das Getränk aus einem holzgeschnitzten Gefäß mit geziertem Henkel, slowakisch črpák genannt, und nutzten es auch bei Lungen- und Magenbeschwerden.
Die Žinčica wird oft mit dem slowakischen Nationalgericht Bryndzové halušky serviert. Heutzutage wird die Žinčica auch kommerziell hergestellt und angeboten, dort wird allerdings häufig Kuhmilch eingemischt. Für das aus dem traditionellen Herstellungsverfahren gewonnene Getränk existiert seit dem Jahr 2015 die Marke Žinčica salašnícka.